# スペイン・ブルボン朝
スペイン・ブルボン朝（スペインブルボンちょう）は、ブルボン家によるスペイン統治を指す。ブルボン家のスペイン語名に基づいてボルボン朝とも呼ぶ。1700年のフェリペ5世の即位に始まり、3度の中断を挟んで、今日のフェリペ6世に至っている。

## 概要
カルロス2世が嗣子を残さず没してスペイン・ハプスブルク朝が断絶すると、1700年にフランス・ブルボン家出身で、フランス王ルイ14世の孫であるアンジュー公フィリップがフェリペ5世として即位する。これに対して周辺諸国は異議を唱え、スペイン継承戦争が勃発する。最終的には、膨大な犠牲を払ってフェリペ5世の王位が承認されるに至った。フェリペ5世はスペイン継承戦争を機に中央集権化を押し進め、名実ともにスペインが「誕生」する。
その後はカルロス3世の下である程度は復興がなされるが、次のカルロス4世の代にはマヌエル・デ・ゴドイの寵臣政治がたたり、フランス皇帝ナポレオン1世の介入を招き、1808年に王位を失った。カルロス4世退位後にナポレオンの兄ジョゼフ・ボナパルト（ホセ1世）が即位しボナパルト朝が成立するが、国民の多くがこれに反発してスペイン独立戦争（半島戦争）が勃発する。1813年にフェルナンド7世が即位してブルボン朝が復活するが、国土は大いに荒廃した。
フェルナンド7世は期待に反して反動政治を行い反発を受け、加えてラテンアメリカ諸国の独立を招いて広大な植民地（ヌエバ・エスパーニャ）を失うに至った。イサベル2世の代には、王位継承問題も絡まって、新旧両派の対立（カルリスタ戦争）が起こり、1868年に廃位される。
サヴォイア朝（アマデオ1世）、第一共和政がいずれも短期間で終わった後、1875年にブルボン朝が復活するが、アルフォンソ13世の代には米西戦争（アメリカとの戦争）に敗北し、赤道ギニアと西サハラを除く全植民地を喪失してスペイン帝国は事実上滅亡する。1931年にはアルフォンソ13世自身が王位を追われ、第二共和政が成立する。1936年から1939年までのスペイン内戦を経て、フランシスコ・フランコの独裁政治が成立する。そのフランコとバルセロナ伯フアン（フアン3世）の交渉の結果、1969年バルセロナ伯の子フアン・カルロスが次期後継者に指名された。
1975年にフランコが死去すると、フアン・カルロスがフアン・カルロス1世として即位し王政が復活した。フアン・カルロス1世は2014年6月に退位した。後継はフェリペ6世と続いて、今日に至っている。

## 歴史

### ブルボン家のスペイン統治の始まり

#### アブスブルゴ朝の断絶とフェリペ5世の選出

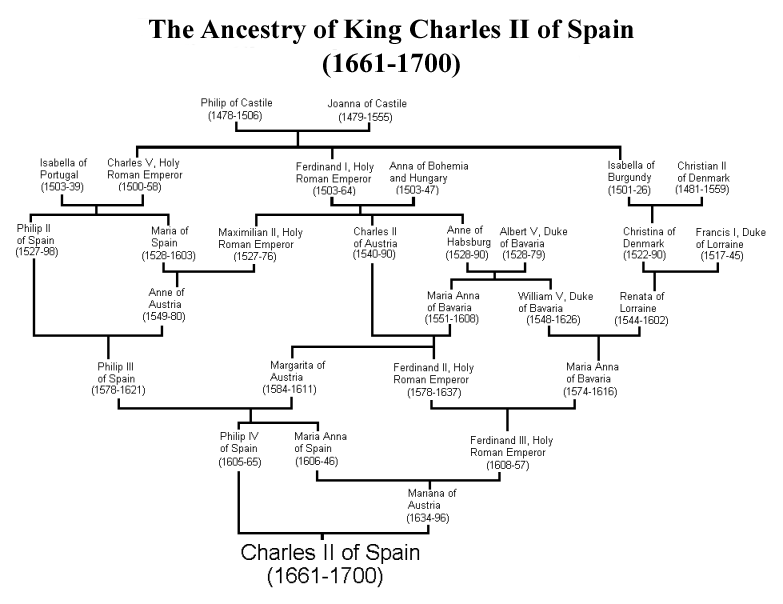
カルロス2世の先祖の家系図。叔姪婚を繰り返したため、たびたび「叔母が祖母である」という事態を引き起こした。

アブスブルゴ（ハプスブルク）家のスペイン王カルロス2世は度重なる近親婚がたたって病弱であり、子供が出来る状態ではなかった。ヨーロッパ諸国はカルロス2世の後継者問題に注目した。衰えたとは言え、スペインは新大陸に広大な植民地（ヌエバ・エスパーニャ）を有し、ナポリ・シチリアの王位を持つなど、その力はいまだ侮り難いものだったからである。カルロス2世は当初はバイエルン・ヴィッテルスバッハ家の公子ヨーゼフ・フェルディナントを選定したが、不幸にも夭逝した。
この状態を見たフランス王ルイ14世は、自分の孫であるアンジュー公フィリップを推した。ルイ14世の妃マリー・テレーズはアブスブルゴ家出身であり、自身も母方からアブスブルゴ家の血を引いていたからである。カルロス2世はこの案を受け入れ、周辺諸国もフィリップがフランス王位請求権を放棄するという条件で即位を承認した。ヨーロッパ諸国は、陸軍大国であったフランスがスペインの海外植民地を手に入れることによって、さらに強力になるのを恐れたのである。そして1700年にカルロス2世が子を残さぬまま死去してアブスブルゴ朝は断絶し、フィリップがフェリペ5世としてスペイン王に即位、ブルボン家によるスペイン統治、即ちスペイン・ブルボン朝が始まる。

#### スペイン継承戦争

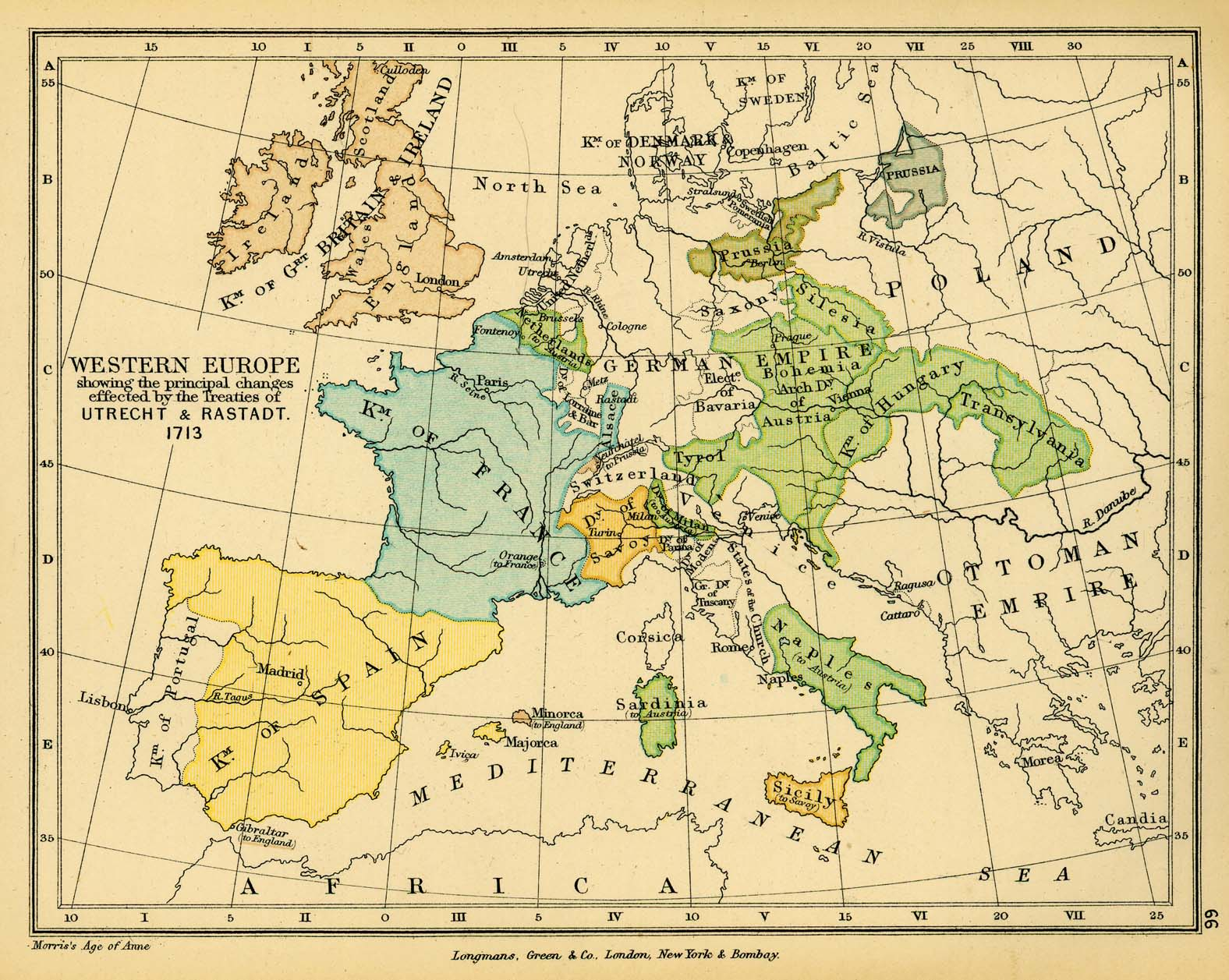
スペイン継承戦争後の各国の領土。茶色はイギリス、青はフランス、黄色はスペイン、緑はオーストリア、橙はサヴォイア、深緑はブランデンブルク＝プロイセン

しかし、ルイ14世はフェリペがフランス王位を兼ねる可能性を示唆して行動を活発化させた。この動きに対し、イングランド、オランダ、オーストリア・ハプスブルク家は反ブルボン同盟を締結した（後にサヴォイア、ポルトガルが加わる）。同盟は1702年に宣戦布告を発し、スペイン継承戦争が勃発する。
同盟軍は国境を脅かすとともに切り崩し工作を行った。カトリック両王の時代に統一国家としてのスペインが成立したと一般に思われがちであるが、各地方では諸王国時代の制度がそのまま維持されており、一種の「連邦王国」とも言える同君連合体制だったのである（アブスブルゴ朝時代にはポルトガルもそうした形で併合されていた）。工作は成功し、最初にカタルーニャが、次にアラゴンとバレンシアが同盟に寝返った。そしてオーストリア大公カール（後の神聖ローマ皇帝カール6世）が「スペイン王カルロス3世」と称した。フェリペ5世に残されたのはカスティーリャのみとなり、それすらも危うい状況だった。
この危機的状況に対して、フェリペ5世はカトリック信仰を持ち出すことで打開を図った。同盟側のほとんどがプロテスタントだったからである。フェリペ5世の作戦は成功して、アラゴンとバレンシアは奪還できたが、カタルーニャはなおも抵抗を続けた。一方の同盟側も足並みが乱れ、結局1713年のユトレヒト条約と翌年のラシュタット条約によってフェリペ5世の王位は承認されたが、その代償は莫大なものであった。フランスとの連合を禁じられたのみならず、イギリス（1707年にグレートブリテン王国が成立）にはメノルカとジブラルタルを、サヴォイアにはシチリアを、そしてオーストリアには南ネーデルラント、ミラノ公国、ナポリ王国、サルディーニャをそれぞれ割譲することを強いられたからである。こうした犠牲を払って王位を認められたフェリペ5世は、抵抗を続けるカタルーニャを制圧してスペインを事実上掌握した。

#### スペインの「誕生」
スペイン継承戦争を機に、フェリペ5世は中央集権化を進めることにした。国内を構成する諸王国に対して新組織王令を発動し、各国の地方諸特権を廃止して「滅亡」させ、一人の君主の下で唯一の議会を有する政治体制へと移行した。名実ともにスペインが「誕生」したのである。しかし、これはカスティーリャ人による強権支配以外の何物でもなく、現在のスペインにまで暗い影を及ぼしている。

#### 王妃エリザベッタの国政介入とイタリア奪還の企て
1714年に妃であったマリア・ルイーザが死去すると、フェリペ5世はパルマのファルネーゼ家出身のエリザベッタ・ファルネーゼと再婚して7人の子供を儲けた。エリザベッタはフェリペ5世との間に出来た2人の男子を自分の故郷であるイタリアの王位に就けようと試み（これにはユトレヒト条約の失地回復も兼ねている）国政に介入するようになる。これを忠実に実行したのがパルマ出身の枢機卿ジュリオ・アルベローニであり、彼は1717年に軍を派遣してサルディーニャとシチリアを奪還することに成功した。スペインの泥棒行為に対してイギリス、オランダ、オーストリア、さらには「本家」であるフランスもが「四国同盟」を結成して対抗することになった（四国同盟戦争）。結果、スペインは占領地を失い、アルベローニは責任を問われて失脚した。
国政の混乱が身に堪えたのか、フェリペ5世は鬱病に陥り、先妻との子であるルイス1世に王位を譲るが、ルイス1世は1年足らずで死去して、フェリペ5世は復位を余儀なくされる。
1729年のセビリア条約で、エリザベッタの念願であった実子カルロスのパルマ公位獲得が認められた。加えて、ポーランド継承戦争（この戦争の際にフランスと「第1回家族協定」を結んで関係改善を図っている）の結果、カルロスはナポリ及びシチリアの王位も獲得した。代償としてパルマを放棄することを余儀なくされたが、そのパルマもオーストリア継承戦争の結果、カルロスの弟フェリペが公位に就くことで回復している（フェリペの家系はブルボン＝パルマ家と呼ばれる）。

### カルロス4世とマヌエル・デ・ゴドイの寵臣政治

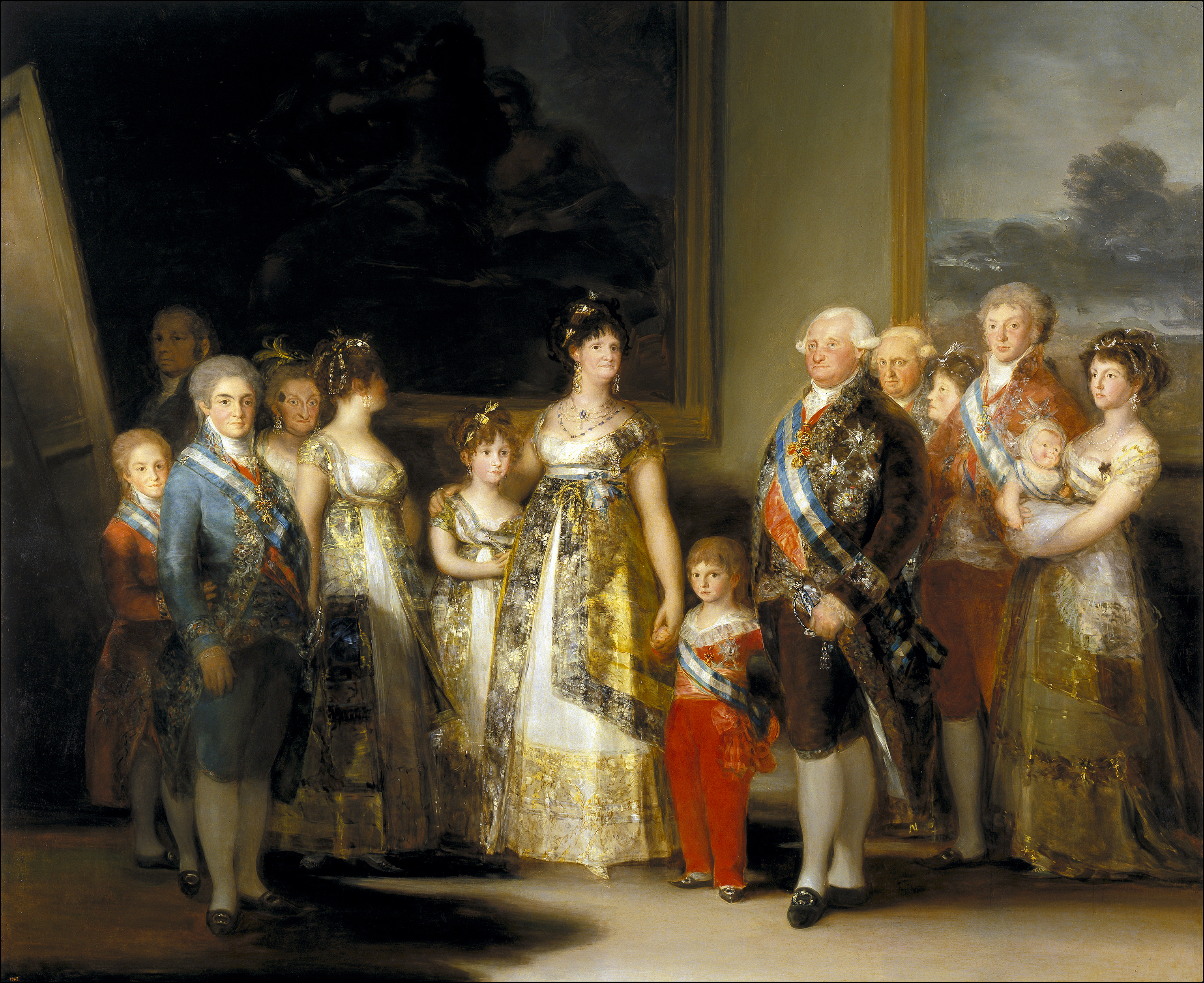
フランシスコ・デ・ゴヤ『カルロス4世の家族』（1800年 - 1801年、プラド美術館所属）。この絵の画面中央、国王夫妻の間にいる赤い服を着た子供は夫妻の末子のフランシスコ・デ・パウラであるが、実の父親はカルロス4世ではなくゴドイだと言われる。

1788年にカルロス3世が死去し、息子カルロス4世が王位を継いだ（カルロス4世の弟フェルディナンドは父のスペイン王即位時にナポリおよびシチリアの王位を継いでいる）。カルロス4世は体格だけが立派な暗君とも言える人物であった。そのカルロス4世が即位早々にして直面したのが、1789年に起きたフランス革命である。筋金入りの反革命主義者であったカルロス4世は、国内の啓蒙主義者を取り締まるとともに、最初にフロリダブランカ伯爵を、次にアランダ伯爵を登用したが、いずれも期待にそぐわなかったので罷免した。代わって1792年に宰相に抜擢されたのが、25歳のマヌエル・デ・ゴドイであった。
ゴドイは元は一介の近衛兵に過ぎなかったが、カルロス4世の妃マリア・ルイサ・デ・パルマの愛人となり、急速に台頭した（ただし、近年ではこの説に異論が出ている）。ゴドイが宰相となった翌年に、フランス王ルイ16世が処刑された。この報に憤激したカルロス4世とゴドイは、イギリスの首相小ピットが提案した第一次対仏大同盟にスペインを参加させ、フランスに向けて軍を発した。反革命戦争は逆にフランスの侵入を招き、加えて国内では身分の上下を問わず革命思想が浸透することになった。結局、スペインの疲弊とフランスでの穏健派の台頭により、1795年にバーゼル講和条約が締結された。ゴドイは、この功績により「平和公」の称号を得た。そして1796年にサン・イルデフォンソ条約が結ばれて、フランスとスペインの軍事同盟が成立した。だが、これはスペインの植民地を狙っていたイギリスに侵入の好機を与え、ジブラルタルとトリニダード島を奪われた。窮地に陥ったゴドイは啓蒙改革派を登用することで打開を図ったが、国内の啓蒙改革派とフランスの圧力によって失脚させられ、新たにホベジャーノスが政権を担うことになった。
その頃、フランスでは1799年にナポレオン・ボナパルトが政権を掌握した（ブリュメールのクーデター）。ゴドイはナポレオンに取り入り、1800年に復帰する。権力の座に戻ったゴドイは徹底的に反動政治を行うなど、権威を振るったが、これはナポレオンの傀儡と化したことを意味していた。それを象徴するのが、ナポレオンが皇帝となった翌1805年に起きたトラファルガーの海戦である。この海戦にフランスと共に参加したスペインの主力艦隊は、ホレーショ・ネルソンによって完膚なきまでに叩きのめされた。
ゴドイの専横に対して、国内の自由主義者たちは苦々しく思い、アストゥリアス公フェルナンド王子の下に集結した。ゴドイをひたすら寵愛する父母に幻滅したフェルナンドもこれに同調し、両者は1807年にクーデターを企てる。それ自体は失敗に終わったが、人々からの支持は大きかった。そしてフェルナンドと自由主義者に再び好機が訪れた。ナポレオンは大陸封鎖令に違反したポルトガルを討つために、フランス軍をスペインへ送った。その際、カルロス4世とゴドイはナポレオンと共にポルトガルを分割することを約束したが、むしろフランスの行為を脅威と思い、密かに脱出しようとした。これを好機とした自由主義者は1808年にクーデターを起こし、ゴドイとカルロス4世を失脚させた。フェルナンドはフェルナンド7世として即位したが、カルロス4世も退位を撤回して両者はナポレオンに裁断を仰いだ。ナポレオンは両人を捕えて、自分の兄ジョゼフをスペイン王に就けた。こうしてブルボン朝は最初の中断を迎えた。

### スペイン独立戦争

ゴヤの「マドリード、1808年5月3日（プリンシペ・ピオの丘での虐殺）」ゴヤはフランス軍による市民の虐殺をこの絵で激しく非難した。

新たに「スペイン王ホセ1世」になったジョゼフ・ボナパルトは、異端審問を廃止するなど進歩的な改革を行い、自由主義者たちの支持を得た。これに対して聖職者は、スペイン継承戦争と同じくカトリック信仰を呼びかけることで叛旗を促した。この策は成功を収め、多くの民衆がボナパルト体制に異議を唱えてゲリラ戦を行った。また、イギリス・ポルトガル軍もフランス支配打倒のために軍を派遣した。ナポレオンは大軍を投じたが、民衆のゲリラ活動、そしてウェリントン侯率いる連合軍の前に敗北を喫した。1813年にジョゼフは退位し、同年のヴァランセー条約でフェルナンド7世の復位が認められた。
スペイン独立戦争は多くの物資をいたずらに消耗し、ナポレオン失脚の遠因となった。ナポレオン自身も後に「スペインの潰瘍が私を滅ぼした」と語っている。戦場となったスペインはもっと深刻であった。戦争の結果、産業・農業が完全に破壊されたのである。破壊活動はフランス軍のみならず、味方であるはずのイギリス軍とポルトガル軍、さらにはゲリラやスペイン正規軍も行っていた。加えて敵味方問わず、略奪を頻繁に行ったため、多くの美術品が散逸することになった（ウェリントンもどさくさに紛れて美術品を多数横領している）。

### フェルナンド7世の反動政治

#### 絶対主義への回帰と自由主義革命

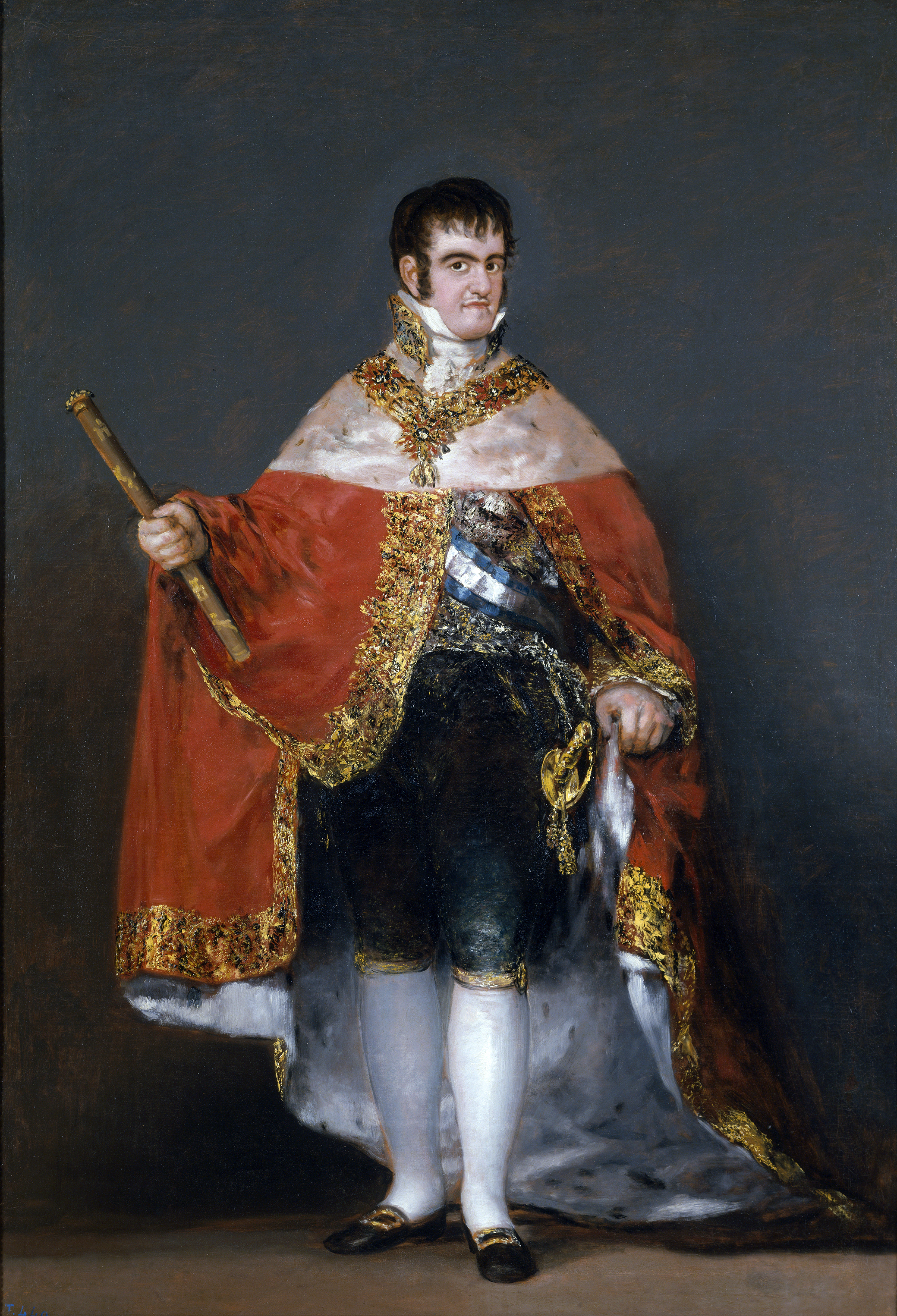
フェルナンド7世（ゴヤ画）は反動政治を行ったことから暴君と評価されている。

自由主義者たちから歓喜の声をもって迎えられたフェルナンド7世であったが、その期待は裏切られた。1814年には多数の自由主義者を逮捕するとともに、1812年に制定されたカディス憲法の無効を発表したのである。さらには、ボナパルト朝時代に廃止された領主裁判権や異端審問を復活させ、検閲制度を強化させた。
フェルナンド7世に幻滅した自由主義者たちは秘密結社を形成し、1820年にリエゴ将軍の下でスペイン立憲革命が勃発する。フェルナンド7世はカディス憲法への誓約を余儀なくされ、自由主義の時代が始まった。この時代には、異端審問所の再廃止や経済の自由化といった革新的な改革が次々と行われたが、この政策はかえって地方の保守的な農民層の反発を招き、自由主義者たちも分裂して不安定極まりなかった。これを好機と見たヨーロッパ諸国は、ウィーン体制維持のために復古王政下のフランスにスペインの自由主義を潰すように頼み、ルイ18世もこれに応える形で「聖ルイの10万の息子たち」と称したフランス軍を派遣して1823年に自由主義政府を滅亡させた。リエゴは反逆罪で処刑されたが共和主義者の象徴となり、それを称えた『リエゴ賛歌』は第二共和政時代のスペインの国歌となった。
政権に返り咲いたフェルナンド7世は再び反動政治を行うが、駐留したフランス軍から新体制への転換を求められ、次第に自由主義者たちと接近するようになり、進歩的な改革を行うようになった。

#### ラテンアメリカ諸国の独立
フランス革命戦争、ナポレオン戦争はスペインに革命・自由主義思想をもたらしたが、スペイン領であったラテンアメリカ諸国にまで及ぶことになった。新思想に最も染まったのがクリオーリョであり、彼らは本国スペインに対して独立戦争を起こした。プエルトリコとキューバを除く全ラテンアメリカ諸国が独立を達成し、スペインは広大な植民地、そして市場を失うに至った。半島戦争に次ぐ大打撃であった。

#### 後継者問題
フェルナンド7世は4回結婚したが、女子しか儲けることが出来なかった。ブルボン朝以前のスペインではイサベル1世に代表されるように女子・女系の相続は珍しくなかったが、ブルボン朝の成立と共にサリカ法が導入されて男系による王位継承しか認められなくなっていた。サリカ法に従えば、弟のカルロスが王位を継ぐことになるが、フェルナンド7世は敢えてサリカ法を廃し、長女のイサベルを後継者に指名した。イサベルの王位継承を安定化させるため、フェルナンド7世は自由主義者たちとの連携を更に深め、彼らの意に沿う改革を次々と行った。逆に王位を狙うカルロスは保守派との連携を深めた。

### イサベル2世と新旧両派の抗争

#### カルリスタ戦争

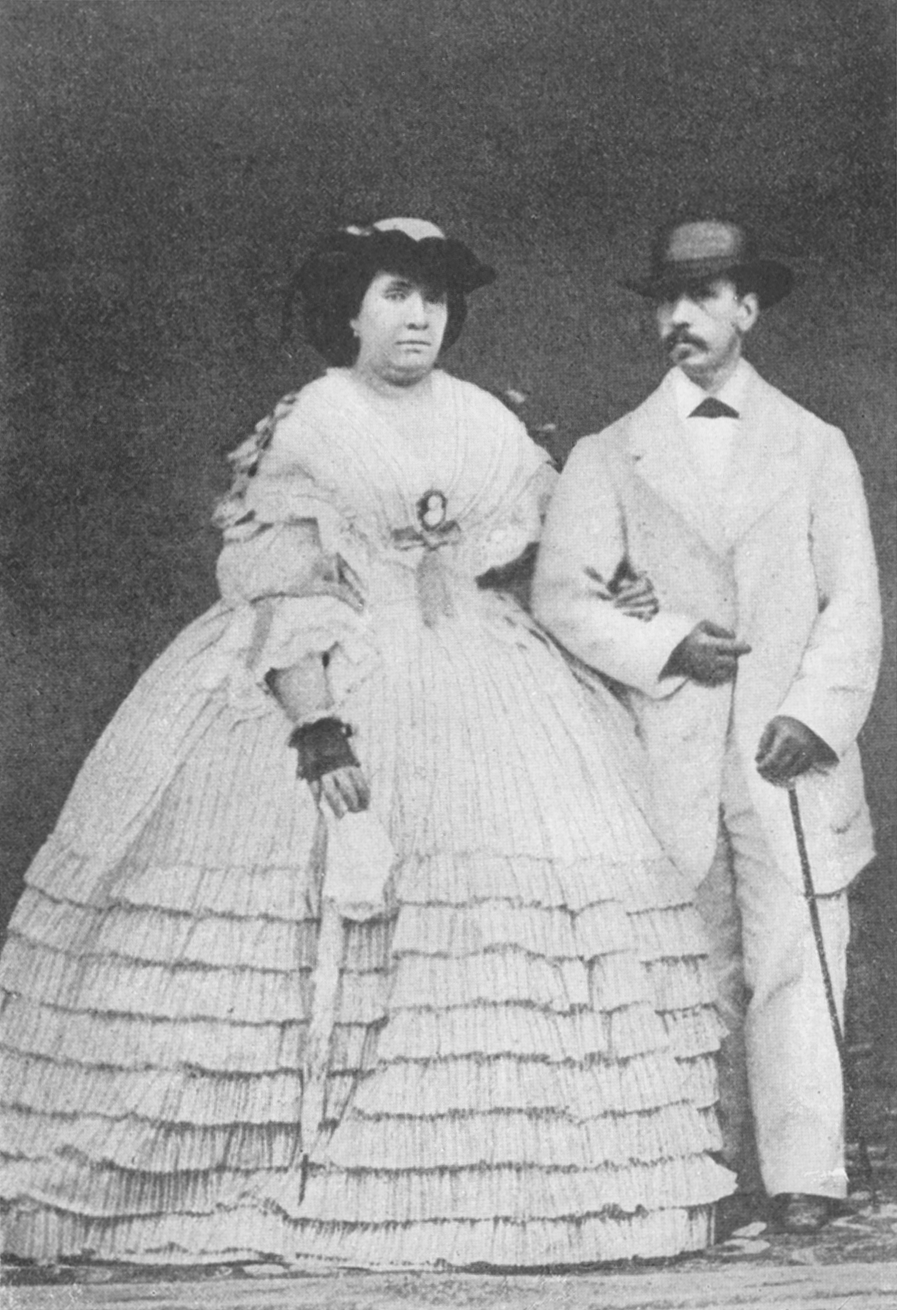
イサベル2世と王配フランシスコ・デ・アシス

1833年にフェルナンド7世が死去すると、遺言通りにイサベル2世が即位した。これに対してカルロスは自らをカルロス5世と称して即位宣言を行った。カルロスを支持する一派をカルリスタと呼ぶ。カルリスタはナバラやバスクなどのスペイン北部の保守派、特に聖職者や農民層に支持基盤を置いていた。そしてカルリスタは一斉蜂起を行い、内戦が勃発する。その勢いは凄まじく、1837年のカルロス自らの遠征ではマドリード近郊まで迫ったほどであった。
カルリスタの猛攻に対して、イサベル2世の母で摂政であったマリア・クリスティーナは自由主義勢力との連携を深めることにし、マルティネス・デ・ラ・ロサに政権を委ねた。マルティネスは国内の自由主義派やイギリス、フランス、ポルトガルからの支持を取り付けることに成功させ、カルリスタの内部分裂も相まって、戦局を有利に展開させた。1839年にベルガーラ協定が結ばれて内戦が終結し、カルロスはフランスへ亡命した（残党勢力も翌年にフランスへ亡命した）。
イサベル2世は1846年に父方の従兄であるカディス公フランシスコ・デ・アシスと結婚し、アルフォンソなど12人の子供を儲けており、一応はブルボン家の男系を保つ形となっている。ただし、フランシスコは同性愛者もしくは性機能障害という説があり、子供たちの父親は別にいるのではないかとの噂がある。

#### 9月革命
1868年9月17日に進歩派のプリム将軍の下に集結した進歩派の軍人たちはクーデター宣言を行い、これに応える形でセビーリャ、マラガ、アルメリアの守備隊たちが一斉に蜂起した。市民の間でも蜂起が広まり、革命評議会が結成されていく。そして9月28日にセラーノ将軍率いる反乱軍の前に政府軍が敗れたのが決定的になり、マドリードでも革命評議会が結成されてブルボン朝の打倒が宣言された。孤立無援状態になったイサベル2世は、フランスに亡命した。時のフランス皇帝ナポレオン3世の皇后ウジェニーがスペイン貴族出身だったからである。この9月革命によって、ブルボン朝は再び中断する。フランスに亡命したイサベル2世は、1870年に息子のアルフォンソ12世に王位を譲っている。

### サボイア朝、第一共和政からアルフォンソ12世の即位

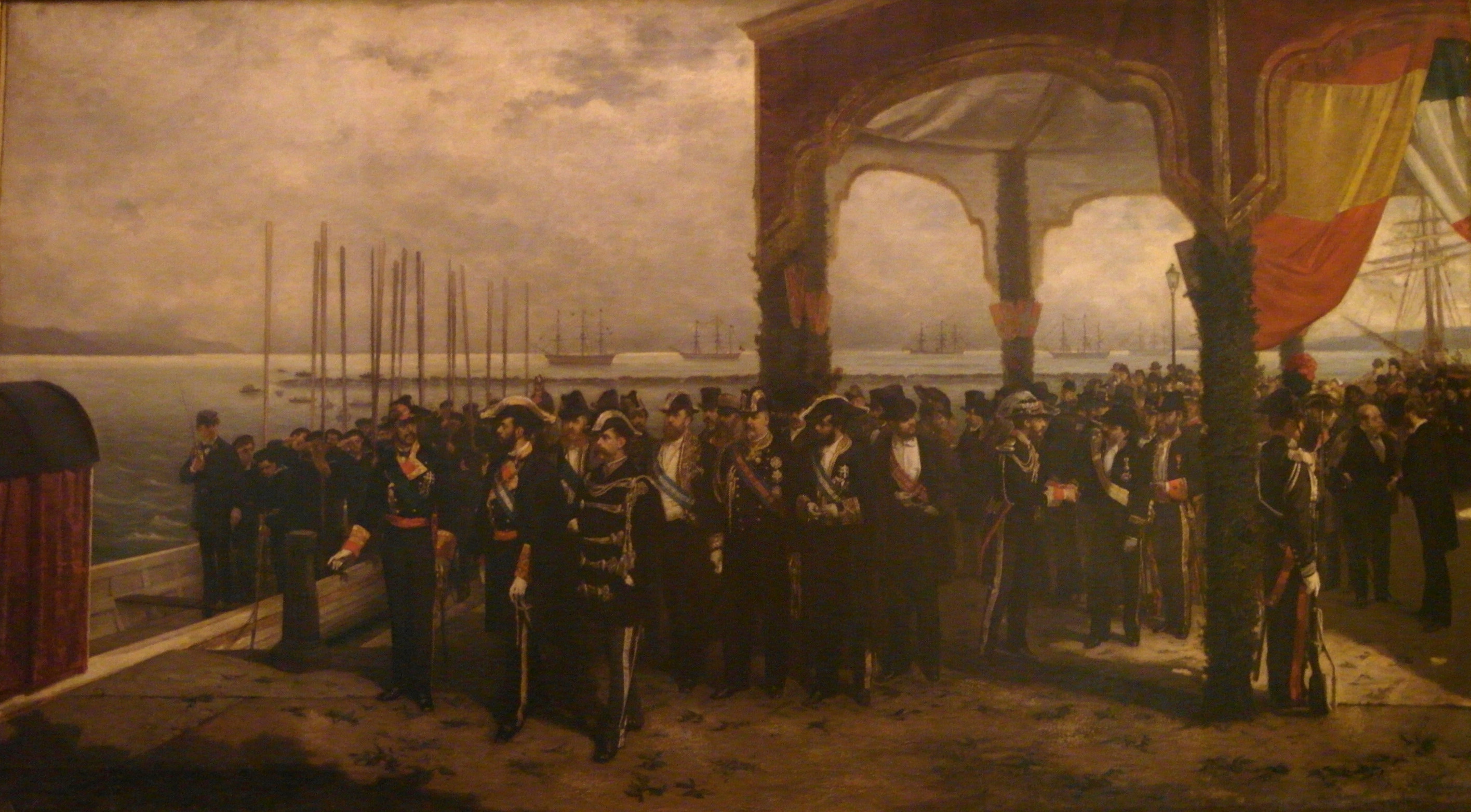
戴冠式の行われるマドリードへ向かうアマデオ1世。停泊しているのはスペイン海軍の装甲艦ヌマンシア。

革命評議会はセラーノを首班とする内閣を結成し、翌年に1869年憲法が公布された。新政府は立憲君主制を模索し、外国から君主を迎えようとした。最初はホーエンツォレルン＝ジグマリンゲン家の公子レオポルトが選ばれたが、ナポレオン3世の圧力で潰された（この問題は後々まで尾を引き、普仏戦争の原因となる）。
結局、サヴォイア家から統一イタリア王ヴィットーリオ・エマヌエーレ2世の次男アオスタ公アメデーオが選ばれた。アメデーオ改めアマデオ1世は1871年にマドリード入りし、立憲体制の確立に努めたが、外国人であることから周囲の反応は冷ややかで、唯一の味方と言えるプリムも既に暗殺されていた。堪え切れなくなったアマデオ1世は1873年に退位し、フィゲーラスを大統領とする第一共和政が成立するが、翌1874年のカンポス将軍のクーデターにより、アルフォンソ12世が正式に即位することになった。
この間に第三次カルリスタ戦争が勃発したが（1873年 - 1876年）、これがカルリスタの最後の武装蜂起となった。カルリスタは以後もスペイン王位を要求し続けるが、本家であるフランス・ブルボン家の血筋が絶えると、レジティミストの要請により名目上のフランス王位を兼ねることになる。

### アルフォンソ13世とスペイン帝国の滅亡

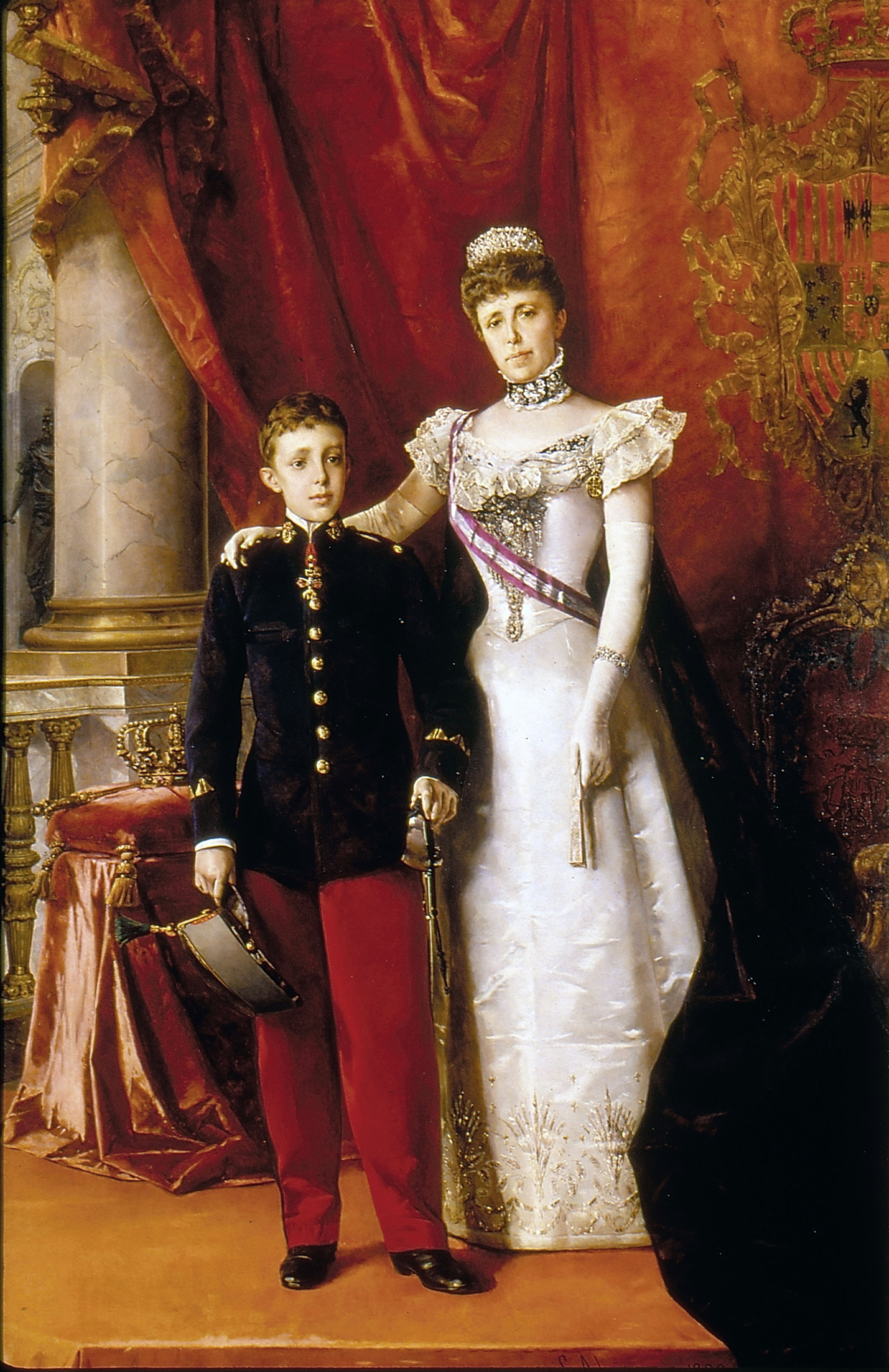
幼少期のアルフォンソ13世と摂政マリア・クリスティーナ王太后（ルイス・アルバレス・カターラ画）

1885年にアルフォンソ12世がコレラに罹って死亡すると、翌1886年に生まれたばかりのアルフォンソ13世が王位に即き、母后マリア・クリスティーナが摂政を務めることになった。

#### スペイン帝国の滅亡
スペインの唯一残されたラテンアメリカの植民地キューバでは反乱が勃発し、スペインはその鎮圧に躍起になったが、国力を徒に失うだけであった（9万6千人の将兵の命が奪われたという）。アメリカ合衆国はキューバの独立派を支持していたが、1898年にメイン号爆発事件が起きるとスペインに宣戦布告を行い、米西戦争が勃発する。旧態装備のスペイン軍は、近代装備を有する合衆国軍の敵ではなく、戦争は半年で終結した。パリ講和条約の結果、スペインは合衆国へのフィリピン、グアム、プエルトリコの譲渡と賠償金2000万ドルの支払い、キューバの独立承認を余儀なくされた。加えて、翌年にはカロリン諸島をドイツに譲った。スペインはこの時点でいまだモロッコを有していたが、スペイン帝国は事実上滅亡した。

#### プリモ・デ・リベラの独裁体制

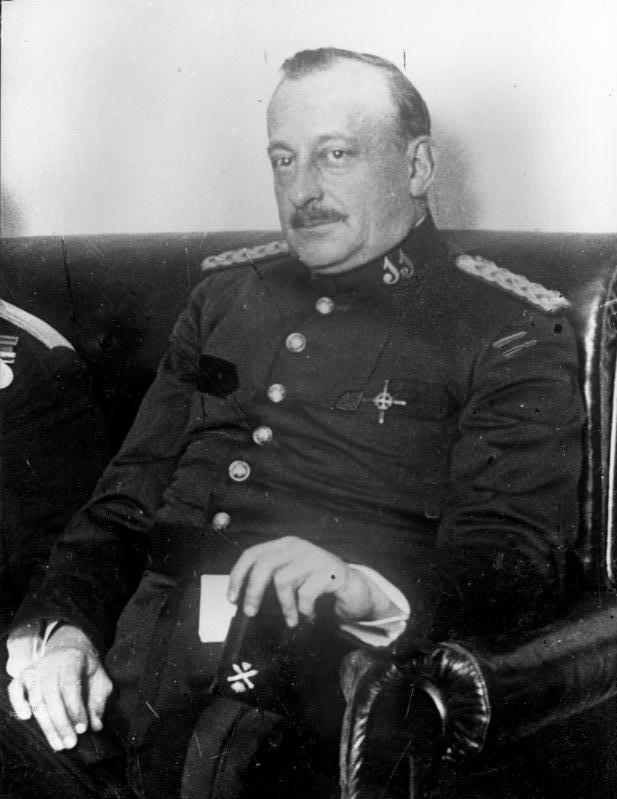
プリモ・デ・リベラ

1902年にアルフォンソ13世は親政を開始するが、国内ではアナキズムが蔓延していた。それを象徴するのが1906年の結婚式である。アルフォンソ13世はイギリス女王ヴィクトリアの孫娘であるバッテンバーグ家のヴィクトリア・ユージェニーとの結婚式を行ったが、その際にアナキストであるマテオ・モラレスの放った爆弾により、ユージェニーのウェディングドレスは近くにいた近衛兵の血で染まった。
1914年に第一次世界大戦が勃発した際、アルフォンソ13世は中立を保ち、スペインは戦争の惨禍を免れた。しかし、終戦直前に起きたスペイン風邪によって、15万人以上の命が失われた。大戦中にロシア革命が起こり、スペインにも共産主義が浸透する。また、植民地モロッコでも独立運動が激化し、スペイン国内は非常に不安定になった。
このような危機的状況の中で登場したのが、第2代エステーリャ侯爵ミゲル・プリモ・デ・リベラ将軍である。エステーリャ侯は1923年にカタルーニャで戒厳令を布告し、臨時政府の樹立を宣言した。議会は当然のことながら非難したが、アルフォンソ13世はむしろこれを支援した。国王の支持を得たプリモ・デ・リベラは憲法を停止し、議会を廃止させて実権を掌握した。軍事政権の始まりである。その基盤として結成されたのがプリモ・デ・リベラを首班とする愛国同盟である。そして1925年にプリモ・デ・リベラを首相とする内閣が発足した。プリモ・デ・リベラは共産党を徹底的に弾圧する一方で、社会労働党からの支持を得ることに成功し、彼らの主張にも沿った政策を行っている。懸案のモロッコ問題も1926年に解決している。また、国内産業の保護育成（経済的ナショナリズム）、積極的な公共投資によって経済を発達させた。1929年のバルセロナ万国博覧会は、その象徴ともいえる。アルフォンソ13世はプリモ・デ・リベラを「我がムッソリーニ」と呼んで信頼した。しかし、世界恐慌の影響がスペインにも及ぶと、地主や資本家、また軍内部からも反発が出て、プリモ・デ・リベラは1930年に辞任した。

#### 第二共和政からスペイン内戦へ

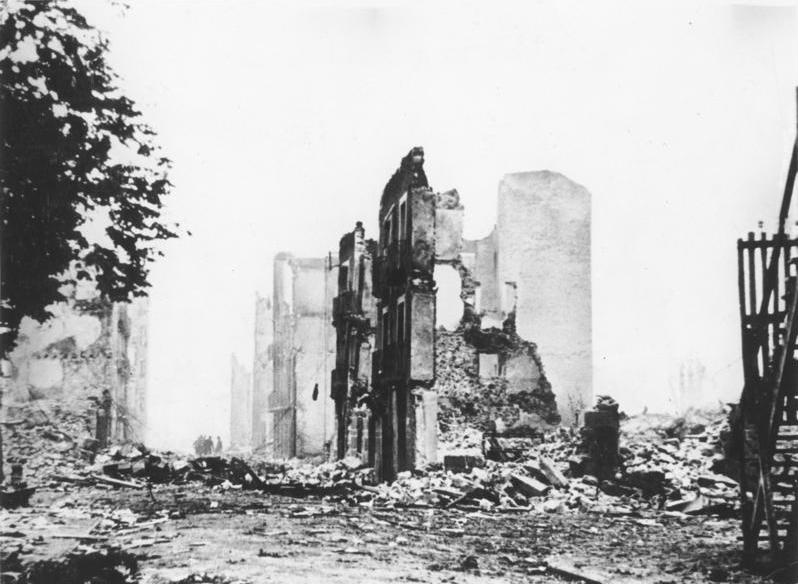
空襲を受けた後のゲルニカ

1929年の世界恐慌の結果、スペインでは共和政を望む声が多くなった。そして1931年の総選挙の結果、左派共和政勢力が勝利を収め、アルフォンソ13世は退位して第二共和政が樹立された。左派政権樹立に対し、フランシスコ・フランコはモロッコで反乱を起こして内戦が勃発する（スペイン内戦）。内戦は1939年に反乱軍の勝利で終わり、フランコの独裁体制が確立された。

### フランコ独裁体制からフアン・カルロス1世の立憲君主制へ

1971年、アメリカ合衆国のリチャード・ニクソン大統領夫妻とファン・カルロス王子夫妻。

第二共和政樹立とともに王位を追われたアルフォンソ13世はフランスへ亡命し、その地でカルリスタの王位請求者マドリード公ハイメと会談して、カルリスタと事実上「和解」した。1936年にマドリード公の叔父でカルリスタ系最後の男系男子であるサン・ハイメ公アルフォンソ・カルロスが男子を儲けることなく没すると、サリカ法上でもアルフォンソ13世がブルボン家筆頭となったことから、カルリスタは一致して推戴すべき王位請求者を失って内部分裂し、衰退した。
アルフォンソ13世には3人の男子が生き残っていたが、長男のアストゥリアス公アルフォンソは貴賤結婚により王位継承権を放棄した。次男のセゴビア公ハイメも障害のため放棄したが、後にフランス王位請求権の継承を主張して「アンリ6世」と称した。結局、四男のバルセロナ伯フアンが王位継承者となった。
1941年にアルフォンソ13世が死去し、名目上の王位を継承したフアンは、フランコと王位奪還に向けて交渉を行った。フランコはフアンがリベラルであることから嫌っていたが、その長男フアン・カルロスを後継者とすることで合意する。フランコの許で教育を受けたフアン・カルロス王子は、1975年のフランコの死去とともに フアン・カルロス1世として即位したが、フランコの独裁体制を継承はせず、立憲君主制への移行を進めた。父フアンは1977年に自身の王位請求権を放棄したが、1993年に死去した後、エル・エスコリアルの修道院に「スペイン王フアン3世」として葬られた。
フアン・カルロス1世は2014年、長男のフェリペ6世に譲位した。

## 歴代君主一覧
- フェリペ5世（1700年 - 1724年、1724年 - 1746年）
- ルイス1世（1724年）
- フェルナンド6世（1746年 - 1759年）
- カルロス3世（1759年 - 1788年）
- カルロス4世（1788年 - 1808年）
- フェルナンド7世（1808年、1813年 - 1833年）
  - 1808年から1813年までホセ1世（ジョゼフ・ボナパルト）が在位。
- イサベル2世（1833年 - 1868年）
  - 1868年から1870年まで空位（フランシスコ・セラーノが摂政となった）。
  - 1870年から1873年までアマデオ1世（イタリア王家の分家・サヴォイア＝アオスタ家の当主アオスタ公アメデーオ。カルロス3世玄孫）が在位。
  - 1873年から1875年まで第一共和政。
- アルフォンソ12世（1875年 - 1885年）
- アルフォンソ13世（1886年 - 1931年）
  - アルフォンソ13世はアルフォンソ12世の死後に生まれ、誕生と同時に即位した。その間は空位。
  - 1931年に革命前夜の状況に直面して家族を連れて国外に逃亡した。スペイン第二共和政はじまる。
  - 1939年にスペイン内戦が終結しフランコ政権が成立。1975年まで存続。
- バルセロナ伯フアン
  - 1941年に父アルフォンソ13世が死去し、スペイン王家の家長となる。
  - フランコとの政治的立場の違いから帰国を拒まれ、国王に即位することはできなかった。
  - 息子フアン・カルロスの即位を受けて、1977年に正式に王位請求権を放棄した。
  - 長寿を全うしたのち、フアン・カルロスのはからいで国王としての格式で埋葬されている。墓碑には「フアン3世」と刻まれている。
- フアン・カルロス1世（1975年 - 2014年）
  - 父とは引き離され、フランコを摂政とする「スペイン王国」の王位継承者として育てられた。フランコ死後、王位を継承すると、フランコ体制を漫然と継承するとの大方の予想を裏切って、主導的に民主化路線に舵を切った。
  - フランコ体制に幕を引いた、いわば建国の父として敬愛されたが、晩年は王室スキャンダルの続発で国民の信望を失い、退位に追いこまれた。
- フェリペ6世（2014年 - ）

## 系図
| （フランス・ブルボン家） ルイ14世 | （フランス・ブルボン家） ルイ14世 | （フランス・ブルボン家） ルイ14世 | （フランス・ブルボン家） ルイ14世 | （フランス・ブルボン家） ルイ14世 | （フランス・ブルボン家） ルイ14世 |                                  |                 |                 |                 |                 |                 | （スペイン・ハプスブルク家） マリー・テレーズ | （スペイン・ハプスブルク家） マリー・テレーズ | （スペイン・ハプスブルク家） マリー・テレーズ | （スペイン・ハプスブルク家） マリー・テレーズ | （スペイン・ハプスブルク家） マリー・テレーズ | （スペイン・ハプスブルク家） マリー・テレーズ |                                   |                                   |                                   |                                   |                                   |                                   |  |  |  |  |  |  |  |  |  |  |  |  |  |  |  |  |  |  |  |  |  |  |  |  |  |  |  |  |
| （フランス・ブルボン家） ルイ14世 | （フランス・ブルボン家） ルイ14世 | （フランス・ブルボン家） ルイ14世 | （フランス・ブルボン家） ルイ14世 | （フランス・ブルボン家） ルイ14世 | （フランス・ブルボン家） ルイ14世 |                                  |                 |                 |                 |                 |                 | （スペイン・ハプスブルク家） マリー・テレーズ | （スペイン・ハプスブルク家） マリー・テレーズ | （スペイン・ハプスブルク家） マリー・テレーズ | （スペイン・ハプスブルク家） マリー・テレーズ | （スペイン・ハプスブルク家） マリー・テレーズ | （スペイン・ハプスブルク家） マリー・テレーズ |                                   |                                   |                                   |                                   |                                   |                                   |  |  |  |  |  |  |  |  |  |  |  |  |  |  |  |  |  |  |  |  |  |  |  |  |  |  |  |  |
|                                   |                                   |                                   |                                   |                                   |                                   | ルイ                             |                 |                 |                 |                 |                 |                                               |                                               |                                               |                                               |                                               |                                               |                                   |                                   |                                   |                                   |                                   |                                   |  |  |  |  |  |  |  |  |  |  |  |  |  |  |  |  |  |  |  |  |  |  |  |  |  |  |  |  |
|                                   |                                   |                                   |                                   |                                   |                                   |                                  |                 |                 |                 |                 |                 |                                               |                                               |                                               |                                               |                                               |                                               |                                   |                                   |                                   |                                   |                                   |                                   |  |  |  |  |  |  |  |  |  |  |  |  |  |  |  |  |  |  |  |  |  |  |  |  |  |  |  |  |
|                                   |                                   |                                   |                                   |                                   |                                   |                                  |                 |                 |                 |                 |                 |                                               |                                               |                                               |                                               |                                               |                                               |                                   |                                   |                                   |                                   |                                   |                                   |  |  |  |  |  |  |  |  |  |  |  |  |  |  |  |  |  |  |  |  |  |  |  |  |  |  |  |  |
| （フランス・ブルボン家） ルイ     | （フランス・ブルボン家） ルイ     | （フランス・ブルボン家） ルイ     | （フランス・ブルボン家） ルイ     | （フランス・ブルボン家） ルイ     | （フランス・ブルボン家） ルイ     |                                  |                 |                 |                 |                 |                 | （スペイン・ブルボン家） フェリペ5世          | （スペイン・ブルボン家） フェリペ5世          | （スペイン・ブルボン家） フェリペ5世          | （スペイン・ブルボン家） フェリペ5世          | （スペイン・ブルボン家） フェリペ5世          | （スペイン・ブルボン家） フェリペ5世          |                                   |                                   |                                   |                                   |                                   |                                   |  |  |  |  |  |  |  |  |  |  |  |  |  |  |  |  |  |  |  |  |  |  |  |  |  |  |  |  |
| （フランス・ブルボン家） ルイ     | （フランス・ブルボン家） ルイ     | （フランス・ブルボン家） ルイ     | （フランス・ブルボン家） ルイ     | （フランス・ブルボン家） ルイ     | （フランス・ブルボン家） ルイ     |                                  |                 |                 |                 |                 |                 | （スペイン・ブルボン家） フェリペ5世          | （スペイン・ブルボン家） フェリペ5世          | （スペイン・ブルボン家） フェリペ5世          | （スペイン・ブルボン家） フェリペ5世          | （スペイン・ブルボン家） フェリペ5世          | （スペイン・ブルボン家） フェリペ5世          |                                   |                                   |                                   |                                   |                                   |                                   |  |  |  |  |  |  |  |  |  |  |  |  |  |  |  |  |  |  |  |  |  |  |  |  |  |  |  |  |
|                                   |                                   |                                   |                                   |                                   |                                   |                                  |                 |                 |                 |                 |                 |                                               |                                               |                                               |                                               |                                               |                                               |                                   |                                   |                                   |                                   |                                   |                                   |  |  |  |  |  |  |  |  |  |  |  |  |  |  |  |  |  |  |  |  |  |  |  |  |  |  |  |  |
| ルイス1世                         | ルイス1世                         | ルイス1世                         | ルイス1世                         | ルイス1世                         | ルイス1世                         | フェルナンド6世                  | フェルナンド6世 | フェルナンド6世 | フェルナンド6世 | フェルナンド6世 | フェルナンド6世 | カルロス3世                                   | カルロス3世                                   | カルロス3世                                   | カルロス3世                                   | カルロス3世                                   | カルロス3世                                   | （ブルボン＝パルマ家） フィリッポ | （ブルボン＝パルマ家） フィリッポ | （ブルボン＝パルマ家） フィリッポ | （ブルボン＝パルマ家） フィリッポ | （ブルボン＝パルマ家） フィリッポ | （ブルボン＝パルマ家） フィリッポ |  |  |  |  |  |  |  |  |  |  |  |  |  |  |  |  |  |  |  |  |  |  |  |  |  |  |  |  |
| ルイス1世                         | ルイス1世                         | ルイス1世                         | ルイス1世                         | ルイス1世                         | ルイス1世                         | フェルナンド6世                  | フェルナンド6世 | フェルナンド6世 | フェルナンド6世 | フェルナンド6世 | フェルナンド6世 | カルロス3世                                   | カルロス3世                                   | カルロス3世                                   | カルロス3世                                   | カルロス3世                                   | カルロス3世                                   | （ブルボン＝パルマ家） フィリッポ | （ブルボン＝パルマ家） フィリッポ | （ブルボン＝パルマ家） フィリッポ | （ブルボン＝パルマ家） フィリッポ | （ブルボン＝パルマ家） フィリッポ | （ブルボン＝パルマ家） フィリッポ |  |  |  |  |  |  |  |  |  |  |  |  |  |  |  |  |  |  |  |  |  |  |  |  |  |  |  |  |
|                                   |                                   |                                   |                                   |                                   |                                   |                                  |                 |                 |                 |                 |                 |                                               |                                               |                                               |                                               |                                               |                                               |                                   |                                   |                                   |                                   |                                   |                                   |  |  |  |  |  |  |  |  |  |  |  |  |  |  |  |  |  |  |  |  |  |  |  |  |  |  |  |  |
| カルロス4世                       | カルロス4世                       | カルロス4世                       | カルロス4世                       | カルロス4世                       | カルロス4世                       |                                  |                 |                 |                 |                 |                 | （ブルボン＝シチリア家） フェルディナンド1世  | （ブルボン＝シチリア家） フェルディナンド1世  | （ブルボン＝シチリア家） フェルディナンド1世  | （ブルボン＝シチリア家） フェルディナンド1世  | （ブルボン＝シチリア家） フェルディナンド1世  | （ブルボン＝シチリア家） フェルディナンド1世  |                                   |                                   |                                   |                                   |                                   |                                   |  |  |  |  |  |  |  |  |  |  |  |  |  |  |  |  |  |  |  |  |  |  |  |  |  |  |  |  |
| カルロス4世                       | カルロス4世                       | カルロス4世                       | カルロス4世                       | カルロス4世                       | カルロス4世                       |                                  |                 |                 |                 |                 |                 | （ブルボン＝シチリア家） フェルディナンド1世  | （ブルボン＝シチリア家） フェルディナンド1世  | （ブルボン＝シチリア家） フェルディナンド1世  | （ブルボン＝シチリア家） フェルディナンド1世  | （ブルボン＝シチリア家） フェルディナンド1世  | （ブルボン＝シチリア家） フェルディナンド1世  |                                   |                                   |                                   |                                   |                                   |                                   |  |  |  |  |  |  |  |  |  |  |  |  |  |  |  |  |  |  |  |  |  |  |  |  |  |  |  |  |
|                                   |                                   |                                   |                                   |                                   |                                   |                                  |                 |                 |                 |                 |                 |                                               |                                               |                                               |                                               |                                               |                                               |                                   |                                   |                                   |                                   |                                   |                                   |  |  |  |  |  |  |  |  |  |  |  |  |  |  |  |  |  |  |  |  |  |  |  |  |  |  |  |  |
| フェルナンド7世                   | フェルナンド7世                   | フェルナンド7世                   | フェルナンド7世                   | フェルナンド7世                   | フェルナンド7世                   | カルロス                         | カルロス        | カルロス        | カルロス        | カルロス        | カルロス        | フランシスコ・デ・パウラ                      | フランシスコ・デ・パウラ                      | フランシスコ・デ・パウラ                      | フランシスコ・デ・パウラ                      | フランシスコ・デ・パウラ                      | フランシスコ・デ・パウラ                      |                                   |                                   |                                   |                                   |                                   |                                   |  |  |  |  |  |  |  |  |  |  |  |  |  |  |  |  |  |  |  |  |  |  |  |  |  |  |  |  |
| フェルナンド7世                   | フェルナンド7世                   | フェルナンド7世                   | フェルナンド7世                   | フェルナンド7世                   | フェルナンド7世                   | カルロス                         | カルロス        | カルロス        | カルロス        | カルロス        | カルロス        | フランシスコ・デ・パウラ                      | フランシスコ・デ・パウラ                      | フランシスコ・デ・パウラ                      | フランシスコ・デ・パウラ                      | フランシスコ・デ・パウラ                      | フランシスコ・デ・パウラ                      |                                   |                                   |                                   |                                   |                                   |                                   |  |  |  |  |  |  |  |  |  |  |  |  |  |  |  |  |  |  |  |  |  |  |  |  |  |  |  |  |
|                                   |                                   |                                   |                                   |                                   |                                   | （カルリスタ系）                 |                 |                 |                 |                 |                 |                                               |                                               |                                               |                                               |                                               |                                               |                                   |                                   |                                   |                                   |                                   |                                   |  |  |  |  |  |  |  |  |  |  |  |  |  |  |  |  |  |  |  |  |  |  |  |  |  |  |  |  |
| イサベル2世                       | イサベル2世                       | イサベル2世                       | イサベル2世                       | イサベル2世                       | イサベル2世                       |                                  |                 |                 |                 |                 |                 | フランシスコ・デ・アシス                      | フランシスコ・デ・アシス                      | フランシスコ・デ・アシス                      | フランシスコ・デ・アシス                      | フランシスコ・デ・アシス                      | フランシスコ・デ・アシス                      |                                   |                                   |                                   |                                   |                                   |                                   |  |  |  |  |  |  |  |  |  |  |  |  |  |  |  |  |  |  |  |  |  |  |  |  |  |  |  |  |
| イサベル2世                       | イサベル2世                       | イサベル2世                       | イサベル2世                       | イサベル2世                       | イサベル2世                       |                                  |                 |                 |                 |                 |                 | フランシスコ・デ・アシス                      | フランシスコ・デ・アシス                      | フランシスコ・デ・アシス                      | フランシスコ・デ・アシス                      | フランシスコ・デ・アシス                      | フランシスコ・デ・アシス                      |                                   |                                   |                                   |                                   |                                   |                                   |  |  |  |  |  |  |  |  |  |  |  |  |  |  |  |  |  |  |  |  |  |  |  |  |  |  |  |  |
|                                   |                                   |                                   |                                   |                                   |                                   |                                  |                 |                 |                 |                 |                 |                                               |                                               |                                               |                                               |                                               |                                               |                                   |                                   |                                   |                                   |                                   |                                   |  |  |  |  |  |  |  |  |  |  |  |  |  |  |  |  |  |  |  |  |  |  |  |  |  |  |  |  |
|                                   |                                   |                                   |                                   |                                   |                                   | アルフォンソ12世                 |                 |                 |                 |                 |                 |                                               |                                               |                                               |                                               |                                               |                                               |                                   |                                   |                                   |                                   |                                   |                                   |  |  |  |  |  |  |  |  |  |  |  |  |  |  |  |  |  |  |  |  |  |  |  |  |  |  |  |  |
|                                   |                                   |                                   |                                   |                                   |                                   |                                  |                 |                 |                 |                 |                 |                                               |                                               |                                               |                                               |                                               |                                               |                                   |                                   |                                   |                                   |                                   |                                   |  |  |  |  |  |  |  |  |  |  |  |  |  |  |  |  |  |  |  |  |  |  |  |  |  |  |  |  |
|                                   |                                   |                                   |                                   |                                   |                                   | アルフォンソ13世                 |                 |                 |                 |                 |                 |                                               |                                               |                                               |                                               |                                               |                                               |                                   |                                   |                                   |                                   |                                   |                                   |  |  |  |  |  |  |  |  |  |  |  |  |  |  |  |  |  |  |  |  |  |  |  |  |  |  |  |  |
|                                   |                                   |                                   |                                   |                                   |                                   |                                  |                 |                 |                 |                 |                 |                                               |                                               |                                               |                                               |                                               |                                               |                                   |                                   |                                   |                                   |                                   |                                   |  |  |  |  |  |  |  |  |  |  |  |  |  |  |  |  |  |  |  |  |  |  |  |  |  |  |  |  |
|                                   |                                   |                                   |                                   |                                   |                                   | （バルセロナ伯）フアン           |                 |                 |                 |                 |                 |                                               |                                               |                                               |                                               |                                               |                                               |                                   |                                   |                                   |                                   |                                   |                                   |  |  |  |  |  |  |  |  |  |  |  |  |  |  |  |  |  |  |  |  |  |  |  |  |  |  |  |  |
|                                   |                                   |                                   |                                   |                                   |                                   |                                  |                 |                 |                 |                 |                 |                                               |                                               |                                               |                                               |                                               |                                               |                                   |                                   |                                   |                                   |                                   |                                   |  |  |  |  |  |  |  |  |  |  |  |  |  |  |  |  |  |  |  |  |  |  |  |  |  |  |  |  |
|                                   |                                   |                                   |                                   |                                   |                                   | フアン・カルロス1世              |                 |                 |                 |                 |                 |                                               |                                               |                                               |                                               |                                               |                                               |                                   |                                   |                                   |                                   |                                   |                                   |  |  |  |  |  |  |  |  |  |  |  |  |  |  |  |  |  |  |  |  |  |  |  |  |  |  |  |  |
|                                   |                                   |                                   |                                   |                                   |                                   |                                  |                 |                 |                 |                 |                 |                                               |                                               |                                               |                                               |                                               |                                               |                                   |                                   |                                   |                                   |                                   |                                   |  |  |  |  |  |  |  |  |  |  |  |  |  |  |  |  |  |  |  |  |  |  |  |  |  |  |  |  |
|                                   |                                   |                                   |                                   |                                   |                                   | フェリペ6世                      |                 |                 |                 |                 |                 |                                               |                                               |                                               |                                               |                                               |                                               |                                   |                                   |                                   |                                   |                                   |                                   |  |  |  |  |  |  |  |  |  |  |  |  |  |  |  |  |  |  |  |  |  |  |  |  |  |  |  |  |
|                                   |                                   |                                   |                                   |                                   |                                   |                                  |                 |                 |                 |                 |                 |                                               |                                               |                                               |                                               |                                               |                                               |                                   |                                   |                                   |                                   |                                   |                                   |  |  |  |  |  |  |  |  |  |  |  |  |  |  |  |  |  |  |  |  |  |  |  |  |  |  |  |  |
|                                   |                                   |                                   |                                   |                                   |                                   | （アストゥリアス女公）レオノール |                 |                 |                 |                 |                 |                                               |                                               |                                               |                                               |                                               |                                               |                                   |                                   |                                   |                                   |                                   |                                   |  |  |  |  |  |  |  |  |  |  |  |  |  |  |  |  |  |  |  |  |  |  |  |  |  |  |  |  |